# Oishi Tsugutoshi
Tsugutoshi Oishi (大石 治寿 Ōishi Tsugutoshi, sinh ngày 25 tháng 9 năm 1990) là một cầu thủ bóng đá người Nhật Bản thi đấu cho Renofa Yamaguchi.

## Sự nghiệp câu lạc bộ
Sau 4 mùa giải với FC Kariya và 2 mùa giải tại J3 League với Fujieda MYFC, Oishi quyết định đến Tochigi SC vào tháng 12 năm 2015. Hụt mất suất lên hạng khi thiếu chỉ 1 điểm, Oishi chuyển đến đội bóng J2 League Renofa Yamaguchi in Winter 2017.

## Thống kê câu lạc bộ
Cập nhật đến ngày 23 tháng 2 năm 2018.
| Thành tích câu lạc bộ | Thành tích câu lạc bộ | Thành tích câu lạc bộ | Giải vô địch | Giải vô địch | Cúp                   | Cúp                   | Tổng cộng | Tổng cộng |
| Mùa giải              | Câu lạc bộ            | Giải vô địch          | Số trận      | Bàn thắng    | Số trận               | Bàn thắng             | Số trận   | Bàn thắng |
| Nhật Bản              | Nhật Bản              | Nhật Bản              | Giải vô địch | Giải vô địch | Cúp Hoàng đế Nhật Bản | Cúp Hoàng đế Nhật Bản | Tổng cộng | Tổng cộng |
| --------------------- | --------------------- | --------------------- | ------------ | ------------ | --------------------- | --------------------- | --------- | --------- |
| 2009                  | FC Kariya             | JFL                   | 12           | 1            | 1                     | 0                     | 13        | 1         |
| 2010                  | FC Kariya             | JRL (Tokai, Div. 1)   | 16           | 17           | -                     | -                     | 16        | 17        |
| 2011                  | FC Kariya             | JRL (Tokai, Div. 1)   | 14           | 9            | -                     | -                     | 14        | 9         |
| 2012                  | FC Kariya             | JRL (Tokai, Div. 1)   | 8            | 6            | 0                     | 0                     | 8         | 6         |
| 2013                  | FC Kariya             | JRL (Tokai, Div. 1)   | 12           | 13           | -                     | -                     | 12        | 13        |
| 2014                  | Fujieda MYFC          | J3 League             | 29           | 17           | 2                     | 3                     | 31        | 20        |
| 2015                  | Fujieda MYFC          | J3 League             | 30           | 14           | 0                     | 0                     | 30        | 14        |
| 2016                  | Tochigi SC            | J3 League             | 30           | 11           | 0                     | 0                     | 30        | 11        |
| 2017                  | Renofa Yamaguchi      | J2 League             | 23           | 3            | 1                     | 1                     | 24        | 4         |
| Tổng                  | Tổng                  | Tổng                  | 174          | 91           | 4                     | 4                     | 178       | 95        |